# Gnomidolon insulicola
Gnomidolon insulicola là một loài bọ cánh cứng trong họ Cerambycidae.